# Courchelettes
Courchelettes är en kommun i departementet Nord i regionen Hauts-de-France i norra Frankrike. Kommunen ligger i kantonen Douai-Sud-Ouest som tillhör arrondissementet Douai. År 2022 hade Courchelettes 2 868 invånare.

## Befolkningsutveckling
Antalet invånare i kommunen Courchelettes
| Referens: INSEE |